# カフェ・ロワイヤル
カフェ・ロワイヤル（仏: Café royal）は、コーヒーの飲み方のひとつ。カクテルの1つとされることもある。カフェ・グロリア（Café Gloria）とも呼ばれる。

## 概要
コーヒー（ブラック）を注ぎ、スプーンに角砂糖を乗せる。角砂糖にブランデーかコニャックを注いで染み込ませる。角砂糖に染みたアルコール分に点火し、アルコール分による青い炎を楽しみ、火が消え角砂糖が溶けたら、コーヒーに落とし、かき混ぜて飲む。
ロワイヤル・スプーンとも呼ばれる先端が下に降り曲がっていて、カップの縁に固定できるスプーンもある。なお、ロワイヤル・スプーンは日本で考案されたカトラリーである。
ブランデーの香りと青い炎の演出を楽しむ飲み方である。アルコール分が燃える青い炎は明るい場所で見えにくいため、やや暗い場所の方が炎の演出を楽しむには向いている。
なお、カフェ・ロワイヤルはナポレオンが愛飲したことでも知られている。